# FK Riteriai
FK Riteriai este un club de fotbal lituanian din orașul Vilnius, care evoluează în A lyga.

## Palmares
- Campionatul Lituanian: 0

vice-campioni: 2015, 2016

## Participări în campionatele lituaniene

### FK Trakai (2010–2018)
| Sezon | Div. | Liga                | Locul | @     |                          |
| ----- | ---- | ------------------- | ----- | ----- | ------------------------ |
| 2010  | 3.   | Antra lyga (Pietūs) | 4.    | [ 1 ] | ▲ Promovat in Pirma lyga |
| 2011  | 2.   | Pirma lyga          | 4.    | [ 2 ] |                          |
| 2012  | 2.   | Pirma lyga          | 4.    | [ 3 ] |                          |
| 2013  | 2.   | Pirma lyga          | 3.    | [ 4 ] | ▲ Promovat in A lyga     |
| 2014  | 1.   | A lyga              | 4.    | [ 5 ] |                          |
| 2015  | 1.   | A lyga              | 2.    | [ 6 ] |                          |
| 2016  | 1.   | A lyga              | 2.    | [ 7 ] |                          |
| 2017  | 1.   | A lyga              | 3.    | [ 8 ] |                          |
| 2018  | 1.   | A lyga              | 3.    | [ 9 ] |                          |

### FK Riteriai (2019–)
| Sezon | Div. | Liga       | Locul | @      |
| ----- | ---- | ---------- | ----- | ------ |
| 2019  | 1.   | A lyga     | 3.    | [ 10 ] |
| 2020  | 1.   | A lyga     | 6.    | [ 11 ] |
| 2021  | 1.   | A lyga     | 6.    | [ 12 ] |
| 2022  | 1.   | A lyga     | 5.    | [ 13 ] |
| 2023  | 1.   | A lyga     | 10.   | [ 14 ] |
| 2024  | 2.   | Pirma lyga | 1.    | [ 15 ] |
| 2025  | 1.   | A lyga     | .     | [ 16 ] |

## Lotul actual
Actualizat ultima dată la 4 august 2025. 
| Nr. |          | Poziție | Jucător              |
| --- | -------- | ------- | -------------------- |
| 2   | Lituania | F       | Nojus Stankevičius   |
| 5   | Lituania | F       | Milanas Rutkovskis   |
| 7   | Germania | M       | Leif Estevez         |
| 8   | Lituania | M       | Armandas Šveistrys   |
| 9   | Lituania | A       | Meinardas Mikulėnas  |
| 10  | Lituania | M       | Simas Civilka        |
| 11  | Lituania | M       | Andrius Kaulinis     |
| 13  | Lituania | F       | Gustas Gumbaravičius |
| 17  | Lituania | M       | Deimantas Rimpa      |

| Nr. |          | Poziție | Jucător             |
| --- | -------- | ------- | ------------------- |
| 19  | Lituania | M       | Rokas Stanulevičius |
| 22  | Franța   | M       | Axel Galita         |
| 24  | Lituania | M       | Jonas Usavičius     |
| 30  | Lituania | M       | Karolis Šutovičius  |
| 32  | Brazilia | F       | Arthur Pierino      |
| 37  | Lituania | P       | Artiom Šankin       |
| 44  | Lituania | F       | Kajus Stankevičius  |
| 77  | Lituania | A       | Ernestas Zdanovič   |
| 80  | Lituania | F       | Matas Latvys        |
| 92  | Lituania | P       | Kajus Andraikėnas   |

## Jucători notabili
| Lituania - Valdemar Borovskij - Deividas Česnauskis - Arūnas Klimavičius - Linas Klimavičius - Martynas Dapkus - Paulius Grybauskas - Tadas Labukas - Vytautas Lukša - Darius Miceika - Marius Rapalis - Vaidotas Šilėnas - Nerijus Valskis | Europa - Diniyar Bilyaletdinov - David Arshakyan - Alyaksandr Bychanok - Yury Kendysh - Giorgos Pelagias - Eugen Zasavițchi - Yuri Mamaev Africa - Oscar Dorley |

## Antrenori
- Vytas Jančiauskas {2013)
- Edgaras Jankauskas (2014)
- Valdas Urbonas (2015-2016)
- Sergei Kovalets (2016)
- Oleg Vasilenko (2017-2018)[17]
- Kibu Vicuña (2018) [18][19]
- Albertas Rybakas (2018)
- Aurelijus Skarbalius (2018-2019) [20]
- Albertas Rybakas (2019)
- Mindaugas Čepas (2020)[21]
- Janusz Niedzviedz (2020)
- Valdas Trakys (2021)
- Miguel Moreira (2021)[22]
- Glenn Stahl (Jan 2022 – 2022)
- Pablo Villar (2022 – 2023)[23]
- Vladimir Janković (2023)
- Gintautas Vaičiūnas (2025)